# ترافيس نايت (كرة سلة)
ترافيس نايت (بالإنجليزية: Travis Knight)‏ مواليد 13 سبتمبر 1974 في سالت ليك، هو لاعب كرة سلة أمريكي معتزل. بدأ مسيرته الاحترافية في سنة 1996. تم اختياره من قبل فريق شيكاغو بولز خلال الدرافت. يبلغ طوله 7 قدم 0 بوصة (2.1 م). اعتزل اللعب في 2003. أحرز خلال مسيرته في الإن بي إيه 1276 نقطة بمعدل 3.4 نقاط في المباراة الواحدة.

## المسيرة الاحترافية
لعب مع لوس أنجلوس ليكرز في موسم 1996–1997، ثم لعب مع بوسطن سيلتكس من سنة 1997 إلى 1999، ثم لعب مع لوس أنجلوس ليكرز من سنة 1998 إلى 2000، ثم لعب مع نيويورك نيكس من سنة 2000 إلى 2003.

## روابط خارجية
- ترافيس نايت على موقع إن بي أي (الإنجليزية)
- ترافيس نايت على موقع سبورتس رفرنس (الإنجليزية)
- ترافيس نايت على موقع كرة السلة الأوروبية.كوم (الإنجليزية)
- ترافيس نايت على موقع كلية كرة السلة في سبورتس رفرنس.كوم (الإنجليزية)
- ترافيس نايت على موقع ريلجم (الإنجليزية)
- ترافيس نايت على موقع بروبوليرز (الإنجليزية)